# Jan Klinkenborg
Jan August Peter Klinkenborg (ur. 26 września 1935 w Emden, zm. 28 lipca 1988 tamże) – niemiecki polityk i samorządowiec, od 1974 do 1981 nadburmistrz Emden, od 1979 do 1988 poseł do Parlamentu Europejskiego I i II kadencji.

## Życiorys
Urodził się w ubogiej rodzinie, pracował zawodowo jako kierowca ciężarówki. W 1952 wstąpił do Socjaldemokratycznej Partii Niemiec. W 1969 został członkiem władz w podregionie Weser-Ems, w 1971 – w landzie Dolna Saksonia, a w 1973 – krajowej rady partii. W 1974 objął fotel nadburmistrza (Oberbürgermeister) Emden po odwołaniu poprzednika, sprawował ją do 1981 roku.
W 1979 i 1984 wybierano go posłem do Parlamentu Europejskiego. Przystąpił do grupy socjalistycznej. Został wiceprzewodniczącym Komisji ds. Transportu (i Turystyki) (1984–1988), należał też do Komisji ds. Polityki Regionalnej i Planowania Regionalnego, Komisji ds. Rolnictwa, Rybołówstwa i Rozwoju Wsi oraz Komisji ds. Rozwoju i Współpracy. Zmarł nagle w swoim domu 28 lipca 1988.